# Inés de Solms-Laubach
Inés de Solms-Laubach (en alemán, Agnes zu Solms-Laubach; Laubach, 7 de enero de 1578 - Laubach, 23 de noviembre de 1602) fue condesa de Solms-Laubach por nacimiento y, por matrimonio, landgravina de Hesse-Kassel desde 1593 hasta su muerte.

## Biografía
Inés fue la quinta de los 16 hijos del conde Juan Jorge de Solms-Laubach (1546-1600) de su matrimonio con Margarita (1554-1606), hija del conde Jorge I de Schönburg-Glauchau.
Se casó a la edad de 15 años, el 23 de septiembre de 1593, en Kassel, con el landgrave Mauricio de Hesse-Kassel, a quien había conocido en la boda de su hermana mayor, Ana María. La boda de Ana María fue celebrada en presencia de numerosos príncipes alemanes. Su matrimonio con una condesa calvinista afianzó los lazos de Mauricio con los condes de Wetterau, a pesar de que Mauricio había escogido a Inés como esposa más por amor que por conveniencia dinástica.
Inés fue descrita como excepcionalmente talentosa, bonita y encantadora. Matthäus Merian hizo un bordado de la condesa con su marido e hijos. El día después la muerte de Inés, Mauricio escribió una carta al rey Enrique IV de Francia sobre su gran pérdida.

## Descendencia
De su matrimonio con Mauricio, Inés tuvo los siguientes hijos:
- Otón (1594-1617), casado en primeras nupcias en 1613 con la princesa Catalina Úrsula de Baden-Durlach (1593-1615), y en segundas nupcias en 1617 con la princesa Inés Magdalena de Anhalt-Dessau (1590-1626); sin descendencia de ambos matrimonios.
- Isabel (1596-1625), casada en 1618 con el duque Juan Alberto II de Mecklemburgo-Güstrow (1590-1636); sin descendencia.
- Mauricio (1600-1612), murió en la infancia.
- Guillermo V (1602-1637), landgrave de Hesse-Kassel. Casado en 1619 con la condesa Amalia Isabel de Hanau-Münzenberg (1602-1651); con descendencia.